# San Valentino al Villaggio Olimpico
San Valentino, även benämnd San Valentino al Villaggio Olimpico, är en kyrkobyggnad i Rom, helgad åt den helige Valentin. Kyrkan är belägen vid Viale XVII Olimpiade i quartiere Parioli och tillhör församlingen San Valentino.

## Historia
Kyrkan uppfördes åren 1979–1987 efter ritningar av arkitekten Francesco Berarducci och konsekrerades den 23 november 1986 av kardinal Ugo Poletti.
Högaltarväggen har en fresk föreställande Jesus Kristus omgiven av en mandorla.

## Kommunikationer
- Busshållplats – Roms bussnät, linje 53
- Busshållplats – Roms bussnät, linje 982